# Pseudoterpna genistaria
Pseudoterpna genistaria är en fjärilsart som beskrevs av De Villers 1789. Pseudoterpna genistaria ingår i släktet Pseudoterpna och familjen mätare. Inga underarter finns listade.